# 미노 단층
미노 단층(일본어: 水縄断層 みのうだんそう[*])은 일본 후쿠오카현 구루메시에 있는 단층이다. 국가 지정 천연기념물이다.

## 같이 보기
- 후쿠오카현 서쪽 해역 지진
- 쓰쿠시 지진